# Айлийн Науман
Айлийн Науман (на английски: Eileen Nauman) е плодовита американска писателка на бестселъри в жанра любовен роман на военна тематика, паранормален любовен роман и романтичен трилър. Пише под псевдонима Линдзи Макена (на английски: Lindsay Mckenna), а в началото на творчеството си и под псевдонима Бет Брукс (на английски: Beth Brookes). Автор е на документални книги по медицинска астрология и по хомеопатия.

## Биография и творчество
Айлийн Науман е родена на 24 май 1946 г. в Сан Диего, Калифорния, САЩ. Увлича се от летенето и след завършване на гимназията, в периода 1964 – 1967 г., работи във Военноморските сили на САЩ като метеоролог 3 клас и аерографист. В периода 1967 – 1980 г. работи на различни места – като оператор на фондовия пазар, юридически секретар, учител по творческо писане в университета „Акрон“ в Охайо, и др. През 1973 г. се омъжва за Дейвид Науман.
През 1978 г. учи в държавния университет „Кент“ в Кантон, Охайо. Там също предава творческо писане и астрология до 1979 г. В периода 1981 – 1983 г. е доброволец към пожарната на Уест Пойнт, Охайо, като е една от първите жени започнали работа в тази професия. Ат 1970 г. практикува хомеопатия. В периода 1985 – 1989 г. учи в Националния център по хомеопатия, през 1993 г. работи като асистент професор по холистична медицина в институт „Юниън“ в Синсинати, а през 1993 г. защитава докторат по хомеопатия в Британския институт по хомеопатия за хомеопатично лекарство. В колежа „Явапай“ е сертифицирана за медицински специалист по оказване на първа помощ. Работи и като преподавател в Институт по класическа хомеопатия „Дезърт“ във Финикс, Аризона.
Започва да пише през 1981 г., първоначално под псевдонима Бет Брукс, после под собственото си име. От началото на 90-те публикува изцяло под псевдонима Линдзи Макена, под който издава характерните за творчеството ѝ любовни романи със сюжети свързани военната романтика. Особено популярна става с обширната си поредица „Наемниците на Морган“.
През декември 1999 г. издава романа „Valkyrie“ изцяло в електронен вариант, който става бестселър и Е-книга на годината.
Произведенията на писателката често са в списъците на бестселърите и имат отлична оценка от читателите. Те са преведени на 22 езика и са издадени в над 22 милиона екземпляра по света. През 1997 г. е удостоена с награда за цялостно творчество за нейните серии приключенски любовни романи, и през 2004 г. отново получава награда за цялостно творчество за поредиците си от любовни романи от списание „Romantic Times“.
Айлийн Науман живее със съпруга си в Корнвил, Аризона.

## Произведения

### Като Бет Брукс

#### Самостоятелни романи
- Hold Fast 'til Morning (1982)
- Untamed Desire (1982)
- On Wings of Passion (1983)
- Torrid Nights (1984)
- Where Enchantment Lies (1986)

### Като Айлийн Науман

#### Самостоятелни романи
- Captive Of Fate (1983)
- Chase Clouds (1983)
- Love Before Dawn (1984)
- Wilderns Passion (1984)
- Touch the Heavens (1985)
- Dare to Love (1985)
- The Right Touch (1986)
- Beginnings (1989)
- Night Flight (1990)

#### Сборници
Hostage Heart (1987)

#### Документалистика
- The American Book of Nutrition and Medical Astrology (1982)
- Colored Stones and Their Meaning (1988)
- Medical Astrology (1993)
- HELP! and Homeopathy (1998)
- 21st Century Epidemics and Homeopathy (1999)
- Homeopathy 911 (2000)
- Homeopathy for Epidemics (2004)
- Soul Recovery and Extraction (2009)

### Като Линдзи Макена

#### Самостоятелни романи
- Chase the Clouds (1983)
- Горска магьосница, Wilderness Passion (1984)
- Texas Wildcat (1984)
- Love Me Before Dawn (1984)
- Red Tail (1985)
- Come Gentle the Dawn (1989)
- Sun Woman (1991)
- Lord of Shadowhawk (1991)
- King of Swords (1992)
- Valkyrie (1999) – издадена и като „Danger Close“
- My Only One (2004)
- Silent Witness (2005)
- Passionate Partners (2007)
- Heart of the Storm (2007)
- Dangerous Prey (2008)
- The Defender (2012)
- The Loner (2013)
- High Country Rebel (2013)
- Beginning with You (2013)
- A Chance Encounter (2013)
- When Tomorrow Comes (2013)
- Touch the Heavens (2014)
- Never Surrender (2014)

#### Серия „Моменти на слава“ (Moments of Glory)
1. Captive of Fate (1983)
2. Ride the Tiger (1992)
3. One Man's War (1992)
4. Off Limits (1992)

#### Серия „Кинкейд“ (Kincaid Trilogy)
1. Heart of the Eagle (1986)
2. A Measure of Love (1987)
3. Solitaire (1987)

#### Серия „Любов и слава“ (Love And Glory)
1. A Question of Honor (1989)
2. No Surrender (1989)
3. Return of a Hero (1989)
4. Dawn of Valor (1991)

#### Серия „Славни жени“ (Women of Glory)
1. No Quarter Given (1991)
2. The Gauntlet (1991)
3. Under Fire (1991)

#### Серия „Наемниците на Морган“ (Morgan's Mercenaries)
1. Heart of the Wolf (1993)
2. The Rogue (1993)
3. Commando (1993)
28. Firstborn (2004)
29. Enemy Mine (2005)
30. Beyond the Limit (2006)
- Morgan's Honor (2004)
- The Five Days of Christmas (2013)

##### Подсерия „Любов и опасност“ (Morgan's Mercenaries: Love and Danger)
1. Morgan's Wife (1995)
2. Morgan's Son (1995)
3. Morgan's Rescue (1995)
4. Morgan's Marriage (1995)

##### Подсерия „Ловците“ (Morgan's Mercenaries: The Hunters)
1. Heart of the Hunter (1998)
2. Hunter's Woman (1999)
3. Hunter's Pride (1999)
4. The Untamed Hunter (1999)

##### Подсерия „Сърце“ (Morgan's Mercenaries: Heart)
1. Heart of the Jaguar (1998)
2. Heart of the Warrior (2000)
3. Heart of Stone (2001)

##### Подсерия „Маверик“ (Morgan's Mercenaries: Maverick Hearts)
1. Man of Passion (2000)
2. A Man Alone (2000)
3. Man with a Mission (2001)

##### Подсерия „Спасителите“ (Morgan's Mercenaries: Ultimate Rescue)
1. The Heart Beneath (2002)
2. Ride the Thunder (2002)
3. The Will to Love (2002)
4. Protecting His Own (2002)

#### Серия „Смели мъже“ (Men of Courage)
1. Shadows and Light (1994)
2. Dangerous Alliance (1994)
3. Countdown (1994)

#### Серия „Каубоите на югозапада“ (Cowboys Of The Southwest)
The Cougar (1998)
Stallion Tamer (1998)
Wild Mustang Woman (1998)

#### Серия „Жените на съдбата“ (Destiny's Women)
1. Woman of Innocence (2002)
2. Destiny's Woman (2002)
3. Her Healing Touch (2003)
4. An Honorable Woman (2003)

#### Серия „Сестрите от Арк“ (Sisters of the Ark)
1. Daughter of Destiny (2004)
2. Sister of Fortune (2004)
3. Wild Woman (2005)

#### Серия „Войни на светлината“ (Warriors for the Light)
1. Unforgiven (2006)
2. Dark Truth (2007)
3. The Quest (2008)
4. Reunion (2010)
5. The Adversary (2010)
6. Guardian (2010)

#### Серия „Джаксън Хоул“ (Jackson Hole)
1. Shadows from the Past (2009)
2. Deadly Identity (2010)
3. Deadly Silence (2011)
4. The Last Cowboy (2011)
5. The Wrangler (2012)

#### Серия „Ескадрила Черен Ягуар“ (Black Jaguar Squadron)
1. His Woman in Command (2010)
2. Operation: Forbidden (2011)
3. His Duty to Protect (2012)
4. Beyond Valor (2013)

#### Серия „Войни в сянка“ (Shadow Warriors)
1. Breaking Point (2014)
2. Down Range (2013)
3. Risk Taker (2014)
4. Degree of Risk (2014)

#### Участие в общи серии с други писатели

##### Серия „Мъже: Направено в Америка 2“ (Men: Made in America 2)
35. Too Near the Fire (1984)
от серията има още 49 романа от различни автори

##### Серия „Мъже в униформа“ (Men in Uniform)
Heart of the Tiger (1988)
от серията има още 49 романа от различни автори

##### Серия „Американски герои: Срещу всички предизвикателства“ (American Heroes: Against All Odds)
41. Brave Heart (1993)
от серията има още 49 романа от различни автори

##### Серия „Тази специална жена!“ (That Special Woman!)
- Point of Departure (1993)
- White Wolf (1997)

от серията има още 26 романа от различни автори

##### Серия „Съновидения: Шепот на любовта“ (Dreamscapes: Whispers of Love)
- Hangar 13 (1994)

от серията има още 25 романа от различни автори

##### Серия „Похитители на време“ (Time Raiders)
1. The Seeker (2009)
от серията има още 5 романа от различни автори

#### Сборници
- Men in Uniform (1994) – с Катлийн Крейтън и Деби Макомбър
- Dangerous Liaisons (1999) – с Ан Мейджър и Ребека Йорк
- Love and Glory (2000)
- Morgan's Mercenaries, in the Beginning (2001)
- Summer Heat (2001) – с Линда Хауърд и Ан Мейджър
- Midnight Clear (2001) – със Стела Багуел и Деби Макомбър
- Beneath His Shield (2002) – с Бевърли Бартън
- Dangerous to Love (2002) – с Бевърли Бартън и Мари Ферарела
- The Heart's Command (2002) – с Рейчъл Лий и Мерлине Лъвлейс
- In Love and War (2003) – с Кандис Ървин и Мерлине Лъвлейс
- Snowy Nights (2003) – с Анет Броадрик, Хедър Греъм и Мерилин Папано
- Holding Out for Her Hero (2003) – с Бевърли Бартън
- Everything for Marriage (2004) – с Лори Пейдж
- Long Hot Summer (2004) – с Бевърли Бартън
- Blockbuster (2004) – с Ейми Фетцер